# لويز يفبفر
لويز يفبفر (بالفرنسية: Louise-Rosalie Lefebvre )‏ (و. 1755 – 1821 م) هي ممثلة، ومغنية أوبرا، وراقصة، وممثلة مسرحية، من فرنسا، ولدت في برلين، توفيت في باريس، عن عمر يناهز 66 عاماً.